# Лазар Ош
Луј Лазар Ош (Версај, 24. јун 1768 — Вецлар, 19. септембар 1797) је био француски генерал из периода Француских револуционарних ратова, односно рата Прве коалиције.

## Биографија
Рођен је у сиромашној породици у Версају. Са 16 година ступио је у краљеву гарду. Гарда је распуштена 1789. године, а Ош је унапређен у чин каплара. Служио је разне регименте до тренутка његовог пријема у Национални конвент 1792. године. Успешан је у одбрани Тионвила што му омогућује даљи успон. Постављен је на северну границу (1792–1793). Када је Шарл Димурје пребегао Аустријанцима, Ош је оптужен за издају. Међутим, исте године учествује у одбрани Данкерка и унапређен је за бригадног генерала. Октобра 1793. године привремено је постављен за команданта Мозелске армије. Ратује у Лорени. Изгубио је битку код Кајзерслатеурна (28-30. новембар), али је Комитет јавног спаса задржао Оша и током јакобинског терора. Ош је 22. децембра 1793. године однео победу у бици код Фроешвилера те га је Конвент ставио на чело и Рајнске армије. У другој бици код Висембурга, Французи односе победу над аустријским генералом Дагобертом Сигисмундом фон Вурмсером. Ош чисти територије од непријатеља све до Рајне.
Ош се 11. марта 1794. године оженио Аделадом Тионвил. Десет дана касније ухапшен је под оптужбом да је подржавао Пишегрија и његове пријатеље. Ош је остао у затвору до свргавања Максимилијана Робеспјера у Термидорској реакцији. Убрзо након ослобођења, Ош је именован командантом војске послате против вандејских устаника (21. август). Он је приморао устанике на мир (15. фебруар 1795), али су они убрзо по повлачењу војске обновили устанак. Ош учествује у борбама код Квиберона (16-21. јул) након чега је својом војском пре лета 1796. године успоставио власт Директоријума на читавом западу који је више од три године био поприште грађанског рата.
Ошу је наређено да организује и командује Ирском експедицијом. Француска војска послата је да помогне устанак уједињених Ираца против британске владавине. Олуја је, међутим, захватила француске бродове и приморала их да се врате у Брест пре него што су успели да започну борбе са Енглезима. Ош је одмах премештен на рајнску границу где је априла 1797. године нанео пораз Аустријанцима у бици код Нојвида. Учествује у Наполеоновом државном удару 18. фруктидора. Касније, током 1797. године, Ош је накратко био министар рата. Ту се суочио са политичким интригама. Пол Барас га је окривио за кршење устава те је Ош убрзо дао оставку. Здравствено стање му се погоршало. Умро је 19. септембра 1797. године у Вецлару. Постоје претпоставке да је отрован, али оне нису доказане. Најпре је требало да буде сахрањен поред свог пријатеља Франсоа Марсоа у тврђави Кобленц на Рајни. Године 1919. његови посмртни остави пренети су у близину Нојвида где је започео своју последњу кампању против Аустријанаца.